# Eleição municipal de Macapá em 1992
A eleição municipal de Macapá em 1992 ocorreu em 3 de outubro do mesmo ano. O prefeito João Capiberibe (PSB) terminara seu mandato em 1 de janeiro de 1993. Papaléo Paes (PSDB) foi eleito prefeito de Macapá em turno único, tendo como vice Cláudio Pinho (PSB).
Natural de Belém, Papaléo Paes era cardiologista formado pela UFPA, tendo atuado como médico no Hospital Miguel Couto no Rio de Janeiro. Sua primeira disputa eleitoral ocorreu no ano de 1990, quando foi candidato à governador do Amapá pelo PRONA de Enéas Carneiro, ficando em terceiro lugar. Em 1992, já filiado ao PSDB, Papaléo foi escolhido como candidato situacionista do prefeito João Capiberibe, cujo partido indicou o vice Cláudio Pinho. Papaléo recebeu apoio do senador e ex-presidente José Sarney, e enfrentou o candidato do governador Annibal Barcellos, Murilo Pinheiro.

## Resultado da eleição para prefeito

### Primeiro turno
| Candidatos a prefeito | Candidatos a vice       | Coligação                                                     | Votação | Percentual |
| --------------------- | ----------------------- | ------------------------------------------------------------- | ------- | ---------- |
| Papaléo Paes PSDB     | Cláudio Pinho PSB       | Força Popular (PSDB, PSB, PMDB, PDT, PV, PPS, PST, PSC, PNTB) | 33.552  | 54,68%     |
| Murilo Pinheiro PFL   | Antonio Feijão PTB      | Frente Liberal do Amapá (PFL, PTB, PL, PDS, PSD)              | 23.706  | 38,63%     |
| Idelgardo Gomes PT    | Francimar Amorim PT     | Chapa pura (PT)                                               | 3.711   | 6,05%      |
| Jacy Siqueira PRN     | Júlio Cezar Batista PRN | Chapa pura (PRN)                                              | 396     | 0,65%      |
| Fontes:               |                         |                                                               |         |            |